# Résolution 1183 du Conseil de sécurité des Nations unies
Membres permanents
- Chine
- États-Unis
- France
- Royaume-Uni
- Russie

Membres non permanents
- Bahrain
- Brésil
- Costa Rica
- Gabon
- Gambie
- Japon
- Kenya
- Portugal
- Slovénie
- Suède

Résolution no 1182 Résolution no 1184
La résolution 1183 du Conseil de sécurité des Nations unies, adoptée à l'unanimité le 15 juillet 1998, après avoir rappelé les résolutions précédentes sur la Croatie, notamment les résolutions 779 (1992), 981 (1995) et 1147 (1998), le Conseil a autorisé la Mission d'observateurs des Nations unies à Prevlaka (MONUP) de continuer à surveiller la démilitarisation dans la région de la péninsule de Prevlaka en Croatie jusqu'au 15 janvier 1999. 
Le secrétaire général Kofi Annan a fait état d'une évolution positive de la situation. La république fédérale de Yougoslavie (Serbie et Monténégro) et la Croatie ont toutes deux fait des propositions et des initiatives pour résoudre leur différend. Il y a eu des violations de longue date du régime de démilitarisation concernant les activités de déminage et les restrictions à la liberté de mouvement du personnel des Nations unies, c'est pourquoi la présence continue des observateurs était nécessaire.
Les parties ont été invitées à mettre pleinement en œuvre l'accord sur la normalisation de leurs relations, à cesser les violations du régime de démilitarisation, à réduire les tensions et à garantir la liberté de mouvement des observateurs des Nations unies. Le secrétaire général a été prié de faire rapport au Conseil sur la situation avant le 15 octobre 1998 concernant les progrès vers une solution pacifique du différend entre la Croatie et la Serbie-et-Monténégro. Enfin, la Force de stabilisation (SFOR, acronyme anglais pour Stabilisation Force), autorisée par résolution 1088 (1996) et prolongée par la résolution 1174 (1998), était tenue de coopérer avec la MONUP.